# 王方庆
王方庆（？—702年），名綝，字方庆，以字行，唐朝、武周官员，武则天年间为宰相。封石泉县公，谥贞。

## 家世
王方庆出自琅邪王氏，属于王导第三子王洽一支，西魏军于承圣三年（554年）攻占南梁都城江陵时，王方庆的曾祖王褒被西魏俘虏。王褒及其后人随后做了西魏、北周及相继的隋朝、唐朝官员，从丹徒迁徙到咸阳。王方庆祖父王鼒任隋朝安都郡太守，父王弘直历任唐朝开国皇帝唐高祖之子汉王李元昌和荆王李元景之友。
王方庆本人十六岁入仕，为唐太宗子越王李贞府参军，向李贞记室任希古学习《史记》《汉书》，后来任希古迁太子舍人，王方庆也跟随他继续学习。唐高宗永淳年间（682年-683年），王方庆升迁为太仆少卿。永淳元年二月，高宗破例立孙李重照为皇太孙，想为他开府置僚属，咨询吏部侍郎裴敬彝和时任吏部郎中的王方庆，王方庆认为皇太子尚在而立皇太孙史无前例，但高宗可开此先例。高宗很高兴，但最终未能为皇太孙设立府僚。永淳二年（683年），高宗崩，他有权势的妻子武皇后（后世称武则天）先后作为他们的儿子唐中宗（嗣圣元年（684年）废）、唐睿宗的太后和摄政。她摄政期间，王方庆累迁广州都督。当时广州作为国际贸易港口日益重要，王方庆的前任路元睿因冒取马来商人的货物，于文明元年（684年）被马来商人所杀。王方庆继任后，诚实廉洁不受贿。他的辖区内长期有受到特殊照顾并贿赂官员的贪腐部落首领，王方庆禁止官员和他们交通，并拘捕了最贪腐的部落首领们。当时议者认为唐朝建立以来，再无人管治广州能超过王方庆。武太后也下诏褒奖他，赐瑞锦、杂彩，褒其善政。
天授元年（690年），时年十三岁的张九龄上书王方庆，王方庆大为嗟赏，说：“此子必能致远。”

## 武则天年间
武则天从睿宗手中夺取帝位称帝，建立周朝，中断唐朝，证圣元年（695年），召回王方庆为洛州长史，不久加银青光禄大夫，封石泉县男。万岁通天元年（696年），转并州长史，封琅邪县男，尚未就职，九月又迁鸾台侍郎，授同凤阁鸾台平章事，为实质宰相。不久转凤阁侍郎，仍居相位。麟台少监李峤为王方庆上表辞让，未果。
神功元年（697年），武则天伯父武士让之孙清边道大总管建安王武攸宜破契丹回朝献俘，按传统应由军乐队奏乐。因武攸宜回朝时，正值高宗去世当月，内史王及善请求备鼓吹但不奏乐。王方庆引用晋朝先例，称乐队只有当武攸宜回朝正值高宗忌日时才不奏乐，建议乐队仍然奏乐，武则天同意了。大约同时，一次，武则天去万安山的玉泉祠，上山的道路很险峻，想乘腰舆上山。王方庆反对，称作为君主这样做太危险了，她同意了。同年，她升他为石泉县子。大约同时，还有每月一日于明堂行告朔之礼的仪式是否废止的争论。王方庆倡议维持，武则天同意了。王方庆重视礼法，当时朝臣在有大功的大臣去世之后没有按礼法致哀，他于是上书反映此现象，武则天接纳其说并责备了不遵守礼法的官员。经过这些事件，在朝的官员们都很敬畏他。
武则天曾向王方庆求取王羲之的书法，王方庆称王家早已将王羲之的四十余份书法呈给唐太宗，只剩一轴了，但他愿意呈上十一世祖王导、十世祖王洽、九世祖王珣、八世祖王昙首、七世祖王僧绰、六世祖王俭、五世祖王骞、高祖王规、曾祖王褒及九世从祖王献之等其它28人的书法。献上书法时，又由李峤作表。武则天在武成殿将书法展示给大臣们，令中书舍人崔融作序，号为《宝章集》并重新赐给王方庆，士人以为荣宠。
圣历元年（698年）二月，宰相狄仁杰倡议召回流放中的庐陵王李哲（原唐中宗），王及善和王方庆也赞成。武则天近臣右肃政中丞吉顼和男宠张易之、张昌宗也都倡议。而武则天又有意立侄梁王武三思为太子。王方庆有子为眉州司士参军，武则天说：“君在相位，为何儿子的任所那么远？”王方庆对答：“庐陵王是陛下爱子，尚在远处，臣之子怎敢相近？”以比战国时舍人仓唐说服魏文侯召还远在中山国的太子击之事。后来武则天又召狄仁杰说：“朕数次梦见下双陆棋不胜，为什么？”狄仁杰与王方庆异口同声说：“双陆不胜，是‘无子’。这是天意在警示陛下啊！且太子，天下之本，本一摇，天下危险了。文皇帝身蹈锋镝，勤劳而有天下，传之子孙。先帝寝疾，诏陛下监国。陛下掩神器而取之十多年，又欲以武三思为继承人。且姑侄与母子哪个更亲？陛下立庐陵王，则千秋万岁后常享宗庙；如果武三思得立，宗庙不祔其姑母。”武则天最终召回李哲，不久立为太子。八月，时为银青光禄大夫、行凤阁侍郎、同平章事、上柱国、石泉县开国子的王方庆因身体健康恶化，请求闲职，武则天任他为麟台监，修国史，不再任相。武则天令侍御医张文仲集当时名医共撰治疗风气的药方，令王方庆监其修撰。李哲被立为太子时，已改名李显，武则天任王方庆为行太子左庶子。二年（699年），武则天想在季冬讲武，有司办理不及，遂决定明年孟春再讲武。王方庆说：“按《月令》：‘冬季，天子命将帅习武，练习射箭、驾战车，角力较量’。这是三个季度务农，一个季度练武，平安之日不忘战乱之时。春天不可以举兵。兵，当五行之金；金胜木。春天，正是木旺之时，举金会伤德，扼杀生气。孟春季节而干冬季干的事，将会发生水涝，雪霜也会使人不安，种子不能入土。如今孟春时练兵，以阴政触犯阳气，危害了生物的生机。臣担心涝水将会冲毁东西，霜雪会打坏庄稼，以致夏麦不熟。恳请陛下不要违背时令，还是提前到冬季练兵，以顺应自然规律。”武则天手诏褒允之。同年武则天正授他为太子左庶子，进封石泉县公，俸禄仍视同三品宰相，命他兼侍太子读书。王方庆上奏：“人臣没有对天子直呼太子名字的。以前晋朝山涛《启事》称皇太子时不称其名；孝敬皇帝为太子时，天下‘弘’字改为‘崇’字；沛王为太子时，天下‘贤’字改为‘文’字。现在东宫的门、殿名称很多涉嫌触讳，恳请一一改去，使能遵符旧典。”武则天下诏称可。武则天在三阳宫时，王方庆与御史大夫杨再思为东都留守，引太学生徐坚为判官，专委以表奏。王方庆善《三礼》之学，每有疑难，常问徐坚，徐坚总能引用旧说详明训释，王方庆深以为善，又赏识其文章典实，常称赞他说：“掌纶诰之选也。”王方庆卒于长安二年（702年）五月，赠衮州都督。中宗复位后，因王方庆是旧臣，赠吏部尚书。
王方庆博学多才，熟悉朝章，著书二百多篇，特别精通《周礼》、《校礼》、《礼记》。学礼者向他咨询疑难，他一定回答得十分深刻精到，他的门生因而把他的答问辑录成《杂礼答问》一书。他家藏书极多，与皇家秘府不相上下，图画也都是精本。但诸子不能守业，他死后，藏书渐渐散佚。
唐德宗年间，王方庆得以续图凌烟阁。

## 作品
- 《公卿故事》二卷，[35]《礼经正义》十卷，《宝章集》十卷，[23]《南宫故事》十二卷，《文贞公事录》一卷，《宫卿旧事》一卷，《尚书考功簿》五卷，《友悌录》十五卷，《王氏女记》十卷，《三品官祔庙礼》二卷，《王氏家牒》十五卷，《九嵕山志》十卷，[36]《谏林》二十卷，《神仙后传》十卷，《续世说新书》十卷，《园庭草木疏》二十一卷，《王氏神通记》十卷，《新本草》四十一卷，[37]《王氏神道铭》二十卷，[38]《魏玄成传》一卷，[39]《王氏谱》一卷。[40]

## 评价
- 《旧唐书》史臣曰：王方庆干城南海，羽冀东宫，台阁枢机，无不功济，所谓君子不器者也。苟非文学，斯焉取斯。
- 《旧唐书》赞曰：方庆之才，周旋特立。[3]
- 《新唐书》赞曰：李德裕著书称：“方庆为相时，子为眉州司士参军。武后曰：‘君在相位，何子之远？’对曰：‘卢陵是陛下爱子，今尚在远，臣之子庸敢相近？’以比仓唐悟文侯事。”嗟乎，君子哉！虽造次不忘悟君於善。及建言不斥太子名，以动群臣，示中兴之渐，所谓人难言者，於方庆难乎哉！德裕之称，为不诬矣。[4]

## 子孙
- 王曒，长子，字光辅，开元年间官至潞州刺史
  - 王宠
    - 王仲连，扬府录事参军
      - 王绍
        - 王玙，唐肃宗朝宰相

  - 王宰，国子司业
    - 王嗣宗
    - 王汶
      - 王众

    - 王嗣昌、王嗣端
    - 王士则，挽郎
    - 王嗣源，饶州参军
    - 王嗣恭、王师宝、王平子
- 王晞，字光烈，鄜州刺史，袭石泉侯
  - 王俌，字灵龟，定州刺史
    - 王濡，膳部员外郎、黄州刺史
      - 王牧，泾阳尉
      - 王源茂，荣州刺史
        - 王璋，左卫兵曹参军
          - 王晋、王存

      - 王遂，沂海观察使
        - 王新丰，蓬州刺史
        - 王果，凤翔府参军

      - 王长文，礼宾使
        - 王早，大理丞
        - 王昶，太子詹事
          - 王仲鸾，徐州节度判官

        - 王皞，福建观察推官
        - 王晟，明经及第
        - 王升，舞阳尉

    - 王澄，洋州刺史，朝议大夫，妻博陵县君崔氏（753年—803年8月6日）
      - 王造，太子谕德
      - 王乃，崔氏长子，淄州刺史
        - 王釴、王镐、王镕

      - 王逵，殿中少监
        - 王炼，秘书省正字
        - 王锡、王镈

      - 王迈，淄州刺史
      - 王○

    - 王沐，御史中丞
      - 王源上，华阴令
      - 王源长，渭南令
      - 王源通，卫佐

    - 王淮，御史中丞
      - 王子文，平山尉
      - 王子西，恒州参军
      - 王子尚，恒山令

    - 王济，尚衣奉御
      - 王源永，澧州参军

    - 王沼，集州刺史
      - 王鲁卿
        - 王质，偃师丞
        - 王宝、王贺、王贽、王贾

    - 王润，杭州别驾
      - 王遇，著作郎
      - 王源中
      - 王敬元，散骑常侍
      - 王逢元、王迪
      - 王适，侍御史
        - 王季羽

      - 王高，安邑尉
        - 王希范

    - 王涧，汝州长史
      - 王源植，福建观察使
        - 王愿，襄邑尉
        - 王赐，永城尉
        - 王恪，同州参军
        - 王慎、王愖、王憬
        - 王柷，字不耀，给事中

      - 王源会，绛州司马
      - 王源端，温令
        - 王欢，湖州文学

      - 王源蒙，四门助教
      - 王退思，晋陵丞

  - 王侁，舒州刺史
    - 王漪，卫尉丞
    - 王泛
      - 王邈，徐城令
        - 王师贞

    - 王渶
      - 王源谦
      - 王源评
        - 王修礼

      - 王源诚
- 王晦，字光远，冀王执仗
  - 王休，王晦再从弟王慎子，继嗣，○水令
- 王晊，字光宾，监察殿中侍御史
  - 王寰，河东丞
    - 王嗣立，晋州参军
    - 王源洁，建昌尉

  - 王寂
    - 王嗣文

  - 王宁
    - 王仲文，义乌尉
      - 王忠君，溧阳丞

    - 王仲武
- 王晔，殿中侍御史
  - 王儇，挽郎
- 王暟，字光范，明威将军
  - 王俶，荆州刺史
    - 王金刀、王鼎子

  - 王杰
    - 王现
      - 王源奕、王源奭、王源爽

  - 王仪
    - 王滟
      - 王天养

    - 王贞
- 王昕，字光业，忠王司马
- 王暐，字光绪，万州司马
  - 王佺，金牛令
    - 王和及
      - 王冕、王冠、王求

    - 王和友
      - 王罕
        - 王亭、王谢老

      - 王笕、王觉
      - 王宽
        - 王相老

  - 王○，睦州司马、祁县男
    - 王澈、王湜

  - 王洞玄，金州司马
    - 王彭
- 王晖，字光嗣，安化郡司马，娶西平王李晟之姐妹，李欽之女李氏，唐書有載
  - 王佖、王伸、王佶
- 王晙，少子，字光庭，明威将军
  - 王份，咸阳令
    - 王复，奉天尉
      - 王宗卿，分宁丞
        - 王丽

    - 王河
      - 王孺卿，好畤令

  - 王佾，临汾尉
    - 王和
      - 王道固
      - 王元贞，管城令
      - 王孝源

    - 王雄
    - 王溥
      - 王源矩、王源明

    - 王涛
      - 王源孚、王源采、王源芳、王源旭

  - 王侗，大理主簿
    - 王佛奴，虔州刺史

  - 王氏，嫁著作郎贬台州司户荥阳郑虔

王方庆有孙女嫁户部尚书判度支李元素为继室，后被李元素休弃。王氏诉之于朝，李元素被免官并被令给王氏钱财五百万。
王著自称王方庆后人。

## 延伸阅读
[在维基数据编辑]
 《舊唐書·卷89》，出自刘昫《舊唐書》
 《新唐書/卷116》，出自《新唐書》

### 引用
1. ↑  《新唐书》卷七十二
2. ↑  《大唐故銀青光禄大夫使持節鄜州諸軍事鄜州刺史上柱國石泉公王府君（晞）墓誌銘并序》
3. 1 2 3 4 5 6 7 8  《旧唐书》卷八十九
4. 1 2 3 4 5 6 7 8  《新唐书》卷一百一十六
5. ↑  《旧唐书》卷五
6. ↑  《新唐书》卷八十一
7. ↑  《资治通鉴》卷二百零三
8. ↑  s:褒广州都督王方庆制
9. ↑  《旧唐书》卷九十九
10. ↑  《新唐书》卷一百二十六
11. ↑  《新唐书》本传作县子。
12. 1 2  《新唐书》卷四
13. ↑  《资治通鉴》卷二百零五
14. ↑  《旧唐书》卷六
15. ↑  李峤《为王方庆让凤阁侍郎表》
16. ↑  《宋史》卷一百二十三
17. ↑  《旧唐书》卷二十二
18. 1 2  《新唐书》卷一百九十九
19. ↑  吴扬吾《明堂告朔议》
20. ↑  杜佑《读时令议》
21. ↑  李峤《为凤阁侍郎王方庆进书法表》
22. ↑  李峤《为凤阁侍郎王方庆进南齐临轩图表》
23. 1 2  《新唐书》卷五十七
24. ↑  《新唐书》卷一百一十五
25. ↑  《资治通鉴》卷二百零六
26. ↑  李峤《授王方庆麟台监修国史制》
27. ↑  《旧唐书》卷一百九十一
28. ↑  《新唐书》卷二百零四
29. ↑  李峤《授王方庆左庶子制》
30. ↑  s:答王方庆谏孟春讲武手制
31. ↑  徐坚《答王方庆问服制书》
32. ↑  《旧唐书》卷一百零二
33. ↑  《新唐书》本传作兖州都督。
34. ↑  《新唐书》卷一百九十一
35. ↑  《旧唐书》卷四十七
36. ↑  《新唐书》卷五十八
37. ↑  《新唐书》卷五十九
38. ↑  《新唐书》卷六十
39. ↑  《宋史》卷二百零三
40. ↑  《宋史》卷二百零四
41. ↑  《新唐书》卷一百四十七